# Rodern
Rodern település Franciaországban, Haut-Rhin megyében. Lakosainak száma 396 fő (2022. január 1.). Rodern Bergheim, Saint-Hippolyte, Rorschwihr, Thannenkirch, Lièpvre és Ribeauvillé községekkel határos.

## Népesség
A település népessége az elmúlt években az alábbi módon változott:
| Lakosok száma | 335  | 344  | 359  | 362  | 371  | 374  | 381  | 390  | 396  |
|               | 2013 | 2015 | 2016 | 2017 | 2018 | 2019 | 2020 | 2021 | 2022 |